# Матуш Беро
Матуш Беро (словац. Matúš Bero, нар. 6 вересня 1995, Ілава) — словацький футболіст, півзахисник німецького «Бохума».
Виступав, зокрема, за клуби «Тренчин», «Трабзонспор» та «Вітессе», а також національну збірну Словаччини.

## Клубна кар'єра
У дорослому футболі дебютував 2013 року виступами за команду клубу «Тренчин», в якій провів три сезони, взявши участь у 77 матчах чемпіонату. Більшість часу, проведеного у складі «Тренчина», був основним гравцем команди.
До складу клубу «Трабзонспор» приєднався 2016 року. Відтоді встиг відіграти за команду з Трабзона 23 матчі в національному чемпіонаті.

## Виступи за збірні
У 2011 році дебютував у складі юнацької збірної Словаччини, взяв участь у 6 іграх на юнацькому рівні, відзначившись 5 забитими голами.
У 2015 році залучався до складу молодіжної збірної Словаччини. На молодіжному рівні зіграв у 9 офіційних матчах, забив 2 голи.
У 2016 році дебютував в офіційних матчах у складі національної збірної Словаччини. Наразі провів у формі головної команди країни 28 матчів, забив 1 гол.

## Статистика виступів

### Статистика виступів за збірну
Станом на 20 червня 2023 року
| Дата       | Місто           | Господарі   | Результат | Гості                | Турнір                               | Голи | Примітки  |
| ---------- | --------------- | ----------- | --------- | -------------------- | ------------------------------------ | ---- | --------- |
| 27-5-2016  | Вельс           | Грузія      | 1 – 3     | Словаччина           | товариський матч                     | -    | 79'       |
| 11-11-2016 | Трнава          | Словаччина  | 4 – 0     | Литва                | Відбір до ЧС 2018                    | -    | 90'       |
| 15-11-2016 | Відень          | Австрія     | 0 – 0     | Словаччина           | товариський матч                     | -    |           |
| 10-11-2017 | Львів           | Україна     | 2 – 1     | Словаччина           | товариський матч                     | -    | 63'       |
| 14-11-2017 | Трнава          | Словаччина  | 1 – 0     | Норвегія             | товариський матч                     | -    | 74'       |
| 16-10-2018 | Стокгольм       | Швеція      | 1 – 1     | Словаччина           | товариський матч                     | -    | 66'       |
| 16-11-2018 | Трнава          | Словаччина  | 4 – 1     | Україна              | Ліга націй УЄФА 2018-2019 - 1-й етап | -    | 30'       |
| 19-11-2018 | Прага           | Чехія       | 1 – 0     | Словаччина           | Ліга націй УЄФА 2018-2019 - 1-й етап | -    |           |
| 7-6-2019   | Трнава          | Словаччина  | 5 – 1     | Йорданія             | товариський матч                     | -    | 61'       |
| 13-10-2019 | Братислава      | Словаччина  | 1 – 1     | Парагвай             | товариський матч                     | -    | 46'       |
| 19-11-2019 | Трнава          | Словаччина  | 2 – 0     | Азербайджан          | Відбір до ЧЄ 2020                    | -    |           |
| 7-9-2020   | Нетанья         | Ізраїль     | 1 – 1     | Словаччина           | Ліга націй УЄФА 2020-2021 - 1-й етап | -    | 80'       |
| 11-10-2020 | Глазго          | Шотландія   | 1 – 0     | Словаччина           | Ліга націй УЄФА 2020-2021 - 1-й етап | -    | 22'       |
| 24-3-2021  | Нікосія         | Кіпр        | 0 – 0     | Словаччина           | Відбір до ЧС 2022                    | -    | 78'       |
| 1-6-2021   | Рід-ім-Іннкрайс | Словаччина  | 1 – 1     | Болгарія             | товариський матч                     | -    | 72'       |
| 11-10-2021 | Осієк           | Хорватія    | 2 – 2     | Словаччина           | Відбір до ЧС 2022                    | -    | 41'       |
| 11-11-2021 | Трнава          | Словаччина  | 2 – 2     | Словенія             | Відбір до ЧС 2022                    | -    | 71'       |
| 25-3-2022  | Осло            | Норвегія    | 2 – 0     | Словаччина           | товариський матч                     | -    | 67'       |
| 29-3-2022  | Мурсія          | Фінляндія   | 0 – 2     | Словаччина           | товариський матч                     | -    | 57' 67'   |
| 10-6-2022  | Баку            | Азербайджан | 0 – 1     | Словаччина           | Ліга націй УЄФА 2022-2023 - 1-й етап | -    | 75' 90+3' |
| 13-6-2022  | Астана          | Казахстан   | 2 – 1     | Словаччина           | Ліга націй УЄФА 2022-2023 - 1-й етап | 1    | 82'       |
| 22-9-2022  | Трнава          | Словаччина  | 1 – 2     | Азербайджан          | Ліга націй УЄФА 2022-2023 - 1-й етап | -    | 83'       |
| 25-9-2022  | Трнава          | Словаччина  | 1 – 1     | Білорусь             | Ліга націй УЄФА 2022-2023 - 1-й етап | -    | 74'       |
| 17-11-2022 | Подгориця       | Чорногорія  | 2 – 2     | Словаччина           | товариський матч                     | -    | 84'       |
| 20-11-2022 | Братислава      | Словаччина  | 0 – 0     | Чилі                 | товариський матч                     | -    | 70'       |
| 26-3-2023  | Братислава      | Словаччина  | 2 – 0     | Боснія і Герцеговина | Відбір до ЧЄ 2024                    | -    | 90+2'     |
| 17-6-2023  | Рейк'явік       | Ісландія    | 1 – 2     | Словаччина           | Відбір до ЧЄ 2024                    | -    | 81'       |
| 20-6-2023  | Вадуц           | Ліхтенштейн | 0 – 1     | Словаччина           | Відбір до ЧЄ 2024                    | -    | 78'       |
| Усього     |                 | Матчів      | 28        |                      | Голів                                | 1    |           |